# Clair-obscur (album de Bernard Lavilliers)
Pour les articles homonymes, voir Clair-obscur (homonymie).
Albums de Bernard Lavilliers
Champs du possible
(1994) Arrêt sur image
(2001)
Clair-obscur est un album studio de Bernard Lavilliers sorti en 1997.

## Liste des titres
1. Préface (Léo Ferré / Bernard Lavilliers)
2. Audit (Bernard Lavilliers)
3. Le venin (Bernard Lavilliers)
4. Capitaine des sables (Bernard Lavilliers)
5. Exil (Bernard Lavilliers / Bernard Lavilliers - Guillaume Rossel)
6. Roméo Machado (Bernard Lavilliers)
7. La machine (Bernard Lavilliers)
8. Chiens de guerre (Bernard Lavilliers / Bernard Lavilliers - G.Baux)
9. Vou embora (Bernard Lavilliers / Bernard Lavilliers - Ivan Lins)
10. Road-movie (Bernard Lavilliers)